# Weinmesser

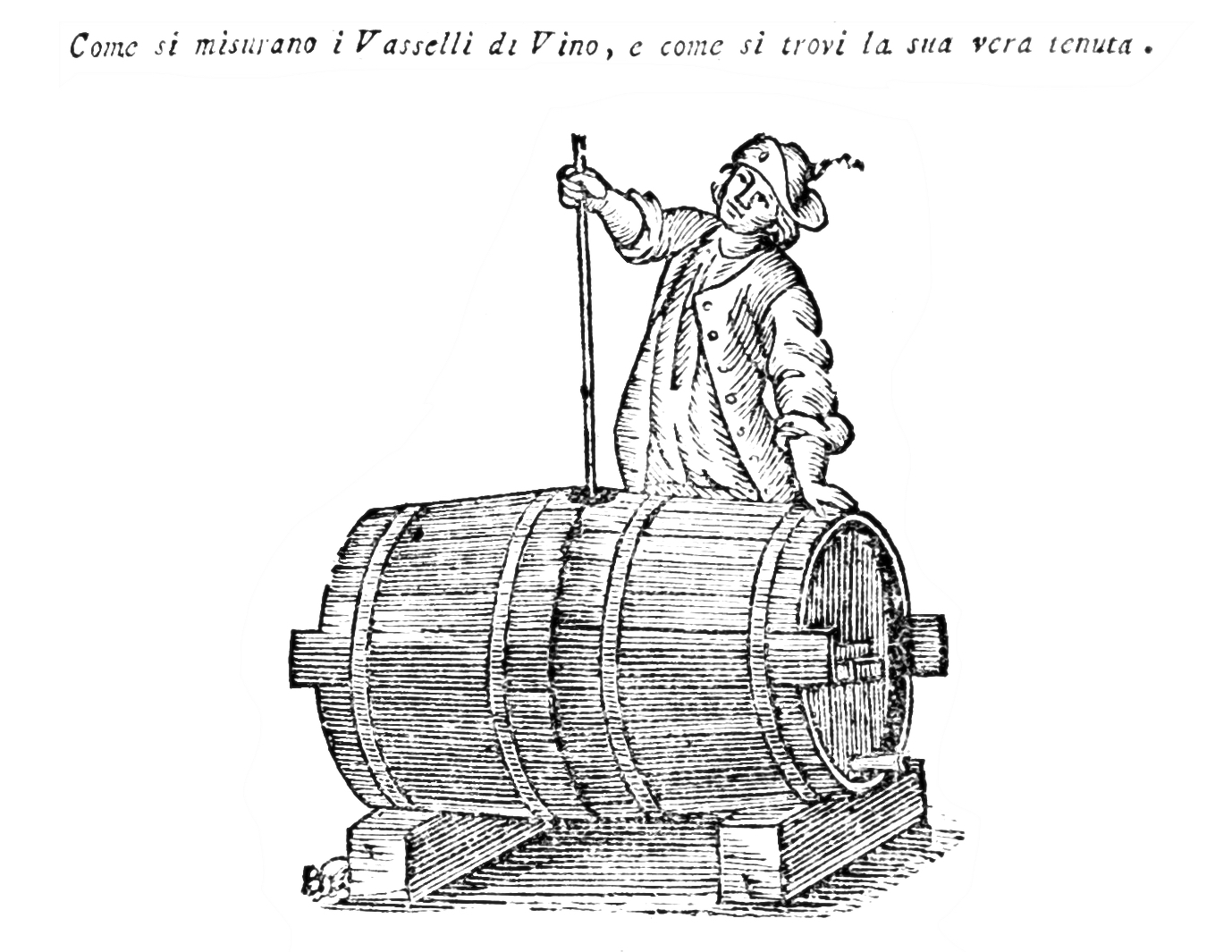
Bestimmung des Fassinhalts (um 1800)

Weinmesser (lat.: mensurator) ist ein alter, ausgestorbener Handwerksberuf, der mit der Einführung des metrischen Maßes und der Einrichtung der staatlichen Eichämter gegen Ende des 19. Jhdts. überflüssig wurde.

## Tätigkeit
Der Weinmesser war ein von der Obrigkeit bestellter beeideter Beamter, dem das Eichen (Messen) der Fässer und der im Weinbau verwendeten Geschirre oblag. Zum Messen der Weingeschirre benutzte der Weinmesser seine eigenen, für gewöhnlich nur in Holz angefertigten Maße. Da diese infolge von Abnutzung an Genauigkeit verloren, mussten sie von Zeit zu Zeit nachgeprüft werden. Dafür wurden die im Meraner (Stadt in Südtirol) Kelleramt aufbewahrten Originalmaße, die sog. „Altnäter“ genutzt. Die Zuständigkeiten und Pflichten des Weinmessers sind in den von Kaiser Maximilian I. erlassenen Polizeivorschriften aus dem Jahre 1496 erstmals dokumentarisch festgelegt.
Der Weinmesser, auch Weinaufleger genannt, war zudem für das Aufladen des Weines beim Winzer und für das Einkellern beim Wirt zuständig. Das Verladen und Einkellern der Weine geschah meistens nur einmal im Jahr, nachdem der „Neue“ auf den Trestern gegoren hatte. Das war für den Weinmesser die arbeitsreichste und verdienstvollste Zeit im Jahr.
Die Arbeitskleidung des Weinmessers war seine Lederschürze. Er war verpflichtet, die zum Messen und Einkellern erforderlichen Geräte, die „Weinpipe“ (Hahn), die „Zum“ (Bottich), die „Stiege“ (Leiter) und das „Kiester“ (Trichter) mitzubringen. Der Weinmesser überwachte das Füllen der Fässer. Weil es noch keine Pumpen gab, wurde der Wein mittels dafür vorgesehenem Hahn in Bottiche abgelassen, zum Fuhrwesen getragen und dort in das Lieferfass geschüttet. Der Weinmesser wachte darüber, dass das Fass nicht zum Überlaufen voll wurde. Er klopfte mit dem sog. „Schnitzer“ an das Holz des Fasses, um am Ton die Weinmenge im Fass bestimmen zu können. Nach dem Aufladen wurde in der Stube des Weinbauern traditionsgemäß ein Mahl, bestückt mit Braten und Wein, aufgetischt, zu dem der Weinmesser geladen war.
Bei der Einstellung eines Weinmessers wurde dessen Ruf genauestens überprüft. Nur wer völlig unbescholten war und eine Kaution von 200 Gulden entrichtete, konnte gerichtlich als Weinmesser beeidet werden. Jede Gemeinde des Burggrafenamtes (Gebiet um Meran, Südtirol) hatte ihren eigenen Weinmesser, der für die Richtigkeit seiner Messungen verantwortlich war und für eventuelle Schäden beim Aufladen, Abladen und Einkellern haftete. Weil es niemand anderem als dem Weinmesser gestattet war, Weine und Branntweine einzumessen, aufzuladen oder abzuladen, musste dieser stets – im Notfall auch an Feiertagen – verfügbar sein.
Als gegen Frühling und Sommer hin der Wein aufgebraucht war und die Weinmesser auf einen Nebenverdienst angewiesen waren, wurden sie in einigen Gemeinden wie z. B. Dorf Tirol und Algund (Gemeinden im Burggrafenamt, Südtirol) mit der Überwachung der Bewässerungsläufe betraut. In Orten, wo der Verdienst der Weinmesser ausreichte, mussten diese der „Gmainschaft“ (Gemeinschaft) dienlich sein. In Bozen (Stadt in Südtirol) beispielsweise mussten sich die Weinmesser bei Feuer-, Wasser- und anderen Katastrophen mit „erforderlichem Gezeug“ zur Rettung einfinden. Zudem waren sie verpflichtet, von den Fuhrleuten und Weinkaufleuten den sog. „Gottespfennig“ für die Pfarrkirche einzusammeln.
Die Weinmesser des Burggrafenamtes (Gebiet um Meran, Südtirol) bildeten eine eigene Zunft und hatten als solche ihren Gedenktag und ihre Kirchenfahne, die bei Prozessionen mitgetragen wurde. Der letzte Weinmesser von Meran war Sebastian Wegleiter um 1900.
In einigen Orten im Burggrafenamt (Gebiet um Meran, Südtirol) hatten die Weinmesser ein kleines Bauerngut, das sie im Sommer bewirtschafteten. Damit hatten sie nicht nur einen sicheren Nebenerwerb, sondern besaßen auch ein eigenes Heim. Eben diese Höfe sind heute noch als „Weinmesserhöfe“ bekannt.